# لايينا (ثيسالونيكي)
لايينا (Λαγυνά) هي قرية وكومونة تابع لبلدية لانكاداس. سجل تعداد 2011 عدد سكان القرية 3,591 نسمة. [1] تغطي كومونة لاجينا مساحة 13.435 كيلومتر مربع. تبعد 13 كم عن سالونيك.
جاء اسم القرية من صانع قوارير حفارية ازدهر هناك بفضل التربة المناسبة. لم يكن هناك اسم للمنطقة في السابق. لذلك أطلق عليها السكان اسم «لاغينا»، وبقيت هكذا منذ ذلك الحين وحتى اليوم.

وفقًا لإحصاءات فاسيل كانشوف («مقدونيا، الإثنوغرافيا والإحصاء»)، كان يعيش في القرية 700 مسيحي يوناني في عام 1900.